# Tajno društvo (gospodarstvo)
Tajno društvo (engl. secret scompany, silent company, njem. Stille Gesellschaft) je takvo društvo u kojem tajni član sudjeluje s imovinskim ulogom u poduzeću drugoga na koga prelazi ulog tajnog člana. Na temelju tog uloga stječe se pravo sudjelovanja u dobiti i u gubitku poduzetnika. Prema trećima isključivi je nositelj svih prava i obveza poduzetnik. Tajno društvo nije trgovačko društvo, nije pravna osoba, što znači da se niti ne upisuje u sudski registar, i nema tvrtku, a u tvrtku poduzetnika ne mogu se unijeti ni ime niti tvrtka tajnog člana. 
Tajno društvo uređeno je u GLAVI III. Zakona o trgovačkim društvima ("Narodne novine", broj 111/93., 34/99., 121/99., 52/00., 118/03., 107/07., 146/08., 137/09., 125/11., 152/11., 111/12., 68/13., 110/15. i 40/19.) koja nosi naziv "TAJNO DRUŠTVO" (članci 148. – 157.).

## Ulog tajnog člana
Ulog tajnog člana ulazi u imovinu poduzetnika, i može se sastojati u novcu, stvarima i pravima čija se vrijednost može izraziti u novcu. 

## Ugovor o tajnom društvu
Tajno društvo nastaje obveznopravnim ugovorom, kojim su uređeni odnosi između poduzetnika i tajnog člana, a na njihove odnose se primjenjuju i propisi kojima se uređuju obvezni odnosi u ortakluku ako ti odnosi nisu uređeni ugovorom i odredbama zakona. Za ugovor o tajnom društvu nije propisan oblik, što znači da može biti sklopljen usmeno ili imati pisanu formu.
Tako i zakonske odredbe koje se odnose na tajno društvo dispozitivne su naravi što znači da poduzetnik i tajni član mogu svoje odnose i drugačije urediti. 

## Odnos prema trećima
Kod tajnog društva, u pravnom prometu prema trećima isključivo je ovlašten poduzetnik kao nositelj svih prava i obveza, on je zakonski zastupnik tajnog društva, i to svojstvo ne može prenijeti na tajnog člana, ali mu zato može dati prokuru ili trgovačku punomoć.

## Položaj i prava tajnog člana
Odnos tajnog člana prema trećima je isključen, što znači da tajni član ne može sklapati pravne poslove s trećim osobama u ime i za račun tajnog društva, on nema pravo niti voditi poslove tajnog društva. Isto tako tajni član ne može svoj udio prenijeti na nekog trećeg bez znanja poduzetnika. Međutim, ako se tajni član potpuno isključi iz podjele dobiti, ili se ugovori plaćanje kamate na ulog, nije riječ o tajnom društvu već o zajmu.
Tajni član ima pravo nadzora nad poslovanjem tajnog društva pa stoga ima pravo zahtijevati da mu se: 
1. preda prijepis godišnjih financijskih izvješća,
2. dozvoli uvid u poslovne knjige i
3. daju potrebna razjašnjenja,

sve u svrhu provjere njihove ispravnosti i ta prava se ne mogu ugovorom isključiti ili ograničiti.

## Udio tajnog člana u dobiti i gubitku
Udio tajnog člana u dobiti i u gubitku može se odrediti ugovorom, ali ako to nije učinjeno smatrat će se da je ugovoren udio koji je primjeren konkretnim okolnostima. 

Sukladno odredbama ugovora o tajnom društvu, tajni član se može isključiti od obveze da snosi gubitak iskazan poslovanjem tajnog društva, a može mu se i isključiti pravo na udio u dobiti. On sudjeluje u gubitku društva samo do iznosa uplaćenog uloga odnosno do visine uloga koji se obvezao uplatiti na temelju ugovora o tajnome društvu.

## Obveza obavještavanja o tajnom društvu
U skladu s izmjenama i dopunama Zakona o trgovačkim društvima ("Narodne novine", broj 40/19.) javni bilježnik je dužan bez odgađanja dostaviti jedan primjerak ugovora nadležnoj ispostavi Ministarstva financija, Porezne uprave prema sjedištu poduzetnika ako je sudjelovao u sastavljanju, potvrdi ili ovjeri ugovora o tajnom društvu. Ako u sastavljanju, potvrdi ili ovjeri nije sudjelovao javni bilježnik, poduzetnik je dužan ugovor o tajnom društvu dostaviti nadležnoj ispostavi Ministarstva financija, Porezne uprave u roku od 15 dana od dana sklapanja ugovora.

## Prestanak tajnog društva
Smrt tajnog člana neće dovesti do prestanka društva. 
Do prestanka tajnog društva dolazi po sili zakona, a razlozi za prestanak su: 
1. protek vremena na koji je sklopljen ugovor o tajnome društvu,
2. ostvarivanje cilja zbog kojega je sklopljen ugovor o tajnome društvu ili ako ostvarivanje toga cilja postane nemoguće
3. smrt ili prestanak poduzetnika koji je pravna osoba,
4. ako poduzetnik prestane obavljati gospodarsku djelatnost,
5. otvaranje stečajnog postupka nad poduzetnikom ili nad tajnim članom.

Svaki član društva može bez otkaznog roka otkazati ugovor o tajnom društvu i kad je sklopljen na određeno vrijeme, ako za to postoji važan razlog, čime će tajno društvo prestati.
U slučaju prestanka društva, poduzetnik i tajni član sastavit će obračun na temelju kojeg će poduzetnik tajnome članu isplatiti njegov ulog zajedno s pripadajućom ali još ne isplaćenom dobiti. Isplata se vrši u novcu.
U slučaju stečaja poduzetnika, tajni član ima položaj stečajnog vjerovnika glede prava na povrat svog uloga, ali samo onog dijela uloga koji prelazi iznos njegovog udjela u gubitku.

## Vanjske poveznice
- Leksikon na Limun.hr  Arhivirana inačica izvorne stranice od 26. lipnja 2007. (Wayback Machine)
- Akademija «Petar Zrinski»  Arhivirana inačica izvorne stranice od 9. lipnja 2007. (Wayback Machine)